# ボルテシモ (Volt-ssimo)
「ボルテシモ (Volt-ssimo)」は、日本のシンガーソングライター・オーイシマサヨシの楽曲。デジタル配信限定シングルとして2019年11月14日にNHK出版よりリリースされた。

## 概要
オーイシマサヨシ名義では初のデジタル配信限定シングルである。
NHKのドキュメンタリー番組『ノーナレ』の2019年10月7日放送回「アニソン・ダンスバトル　これがオレたちの愛だ」のオープニングテーマとして制作された楽曲である。なお、この番組ではオープニングテーマだけではなく、番組内でオーイシのインタビューも放送されている。

## 収録内容
| #         | タイトル                    | 作詞      | 作曲      | 時間 |
| --------- | --------------------------- | --------- | --------- | ---- |
| 1.        | 「ボルテシモ (Volt-ssimo)」 | Lantan    | 林ゆうき  | 1:25 |
| 合計時間: | 合計時間:                   | 合計時間: | 合計時間: | 1:25 |